# Paymaster
Paymaster is een voormalig vrachtwagenmerk uit Amerika.
Paymaster is opgericht in 1963 en vestigde zich in Oregon. Paymaster had tot doel een vrachtwagen te ontwikkelen die volledig stil, veilig en gebruiksvriendelijk was. Na een ontwikkelingsperiode van 10 jaar kwam de Paymaster P36 op de markt. Deze vrachtwagen is uniek te noemen omdat alles uit één module bestond: de motor, versnellingsbak en uitlaatsysteem kon in een keer worden vervangen. Hetzelfde jaar werd het bedrijf nog opgekocht door Ryder.